# Herbert I del Maine
Herbert I del Maine († 13 d'abril de 1035) anomenat també Gos Despert (del francès Éveille-chien, llatinitzat Evigilans Canis) fou comte del Maine del 1017 fins a la seva mort el 1035.

## Vida
Era el fill d'Hug III i va succeir el seu pare com a comte del Maine. Herbert va ser, de vegades, un vassall nominal del seu veí Folc III Nerra però d'una altra manera es considera independent i va obtenir el malnom de Gos Despert per haver resistit constantment les intrusions dels seus veïns angevins al sud. Des de l'època en què Herbert va convertir-se en comte el 1017, va estar constantment en guerra contra Avesgaud de Bellême, bisbe de Le Mans.
El 1016, un jove Herbert va aliar-se amb Folc III en una guerra contra Eudes II de Blois. El 6 de juliol Eudes estava en camí d'atacar la fortalesa de Montrichard. En descubrir-ho, Folc i Herbert van dividir llurs forces per bloquejar qualsevol dels dos atacs. Eudes va acudir imprudentment contra la força angevina sota Folc, coneguda com la batalla de Pontlevoy. La gran força d'Eudes va prevaldre i el propi Folc va ser llançat del seu cavall i en perill que l'assassinessin o capturessin, però van enviar un missatger a Herbert perquè hi acudís de seguida. Herbert va atacar el flanc esquerre de les forces d'Eudes produint una confusió; la força d'Eudes va fugir deixant els seus soldats a peu, que van ser massacrats. Eudes va ser derrotat del tot i va ser incapaç de desafiar Folc de nou durant una dècada. Mentre aquesta batalla va establir la reputació d'Herbert com un guerrer, també va començar a deteriorar-se la seva relació amb Folc.

Mapa del comtat del Maine

Van tornar a haver-hi batalles amb Avesgaud, bisbe de Le Mans, i el 1025 Herbert va fer un atac nocturn al castell del bisbe a Duneau, fent que Avesgaud fugís a la protecció del seu germà Guillem, senyor de Bellême. Un cop va estar sa i estalvi, el bisbe va excomunicar Herbert i va continuar atacant-lo. No gaire després l'excomunicació va quedar suspesa i es va restaurar la pau entre ells quan Herbert va començar a atacar els territoris del bisbe de nou. Aquest cop Herbert, amb l'ajuda del comte Alà III de Rennes, va atacar el bisbe al seu castell a Le Ferte.
El 7 de març de 1025, Folc Nerra va atreure Herbert a Saintes amb la promesa de donar-li Saintes com a benefici. Herbert va ser capturat i fet presoner durant dos anys fins que una coalició va forçar el seu alliberament. Durant el seu captiveri, Folc havia assumit el govern del Maine i abans de tornar a Herbert el seu comtat, va prendre els territoris del sud-oest del Maine, amb algunes fortaleses, unint-les al comtat d'Anjou. Nome´s de patir una completa humiliació va permetre que Herbert quedés lliure.
A causa, en part, de les guerres amb el bisbe Avesgaud, un aliat de Folc Nerra, i en part a causa del seu empresonament, el comtat del Maine va declinar sota Herbert I. Va fer construir el castell de Sablé, però el 1015 per alguna raó va permetre que es convertís en un feu independent sota els vescomtes del Maine. De la mateixa manera, Château-du-Loir, construït al principi del segle xi, també va passar ràpidament sota control castellà independent.
Mentre que tot de monedes simples amb el lema Dei gratia s'havien forjat sota l'autoritat comtal al llarg del segle X a Le Mans, en algun moment entre el 1020 i el 1030 les monedes van forjar-se amb el monograma del comte Herbert i el lema signum Dei vivi, disseny que va seguir fins al segle xii. les monedes a Le Mans eren de tal pes i de tan bona qualitat que eren àmpliament acceptades a tot França occidental.

## Descendència
Herbert va tenir quatre fills:
- Hug IV, successor seu, que es va casar amb Berta de Blois, filla del rival Eudes II de Blois.[1]
- Gersenda, casada primer amb Teobald III de Blois, fill del rival Eudes II, divorciada el 1048 i tornada a casar amb Albert Azzo II.[1] El seu fill del segon matrimoni va recuperar el Maine del control normand el 1069 com el comte Hug V del Maine.
- Paula,[b] dona de Jean de la Flèche, el seu fill Elies I del Maine va succeir el seu cosí Hug V com a comte del Maine.[1]
- Biota, casada amb Gualter III de Vexin,[1] i Gualter va tenir el controld el Maine després de morir el seu nebot, Herbert II, fill d'Hug IV, abans que tant Gualter com Biota morissin possiblement per enverinament i Guillem I d'Anglaterra prengués el país.[16]

| Precedit per: Hug III | Comte del Maine 1014 - 1036 | Succeït per: Hug IV |